# 목포종합경기장 보조경기장
목포종합경기장 보조경기장(木浦綜合競技場補助競技場, Mokpo Auxiliary Stadium)은 대한민국 전라남도 목포시에 있는 스포츠 시설이다. 천연잔디 필드와 우레탄 트랙이 갖춰진 경기장이며, 2023년 9월에 준공되었다.

## 참고 문헌
- 《2024년 전국 공공체육시설 현황(2023.12.31.기준)》. 대한민국 문화체육관광부. 2025.

## 같이 보기
- 목포종합경기장